# Бојрен (Хохвалд)
Бојрен (њем. Beuren) општина је у њемачкој савезној држави Рајна-Палатинат. Једно је од 103 општинска средишта округа Трир-Сарбург. Према процјени из 2010. у општини је живјело 941 становника. Посједује регионалну шифру (AGS) 7235008.

## Географски и демографски подаци
Бојрен се налази у савезној држави Рајна-Палатинат у округу Трир-Сарбург. Општина се налази на надморској висини од 545 метара. Површина општине износи 18,5 km².

## Становништво
У самом мјесту је, према процјени из 2010. године, живјело 941 становника. Просјечна густина становништва износи 51 становника/km².